# Río Aripuanã
El río Aripuanã (o Aripuaná) es un largo río amazónico brasileño, un afluente del curso bajo del río Madeira, que discurre por el estado de Mato Grosso y el estado de Amazonas. Tiene una longitud total de 870 km.

## Geografía
El río Aripuanã nace en el estado de Mato Grosso, en la serra do Norte, en el Parque Indígena de Aripuanã. Discurre en dirección sur, en un curso paralelo al del río Juruena, en una zona accidentada con zonas de rápidos y cascadas. Atraviesa luego los territorios indígenas de Sierra Morena y  Aripuanã, pasado el cual se encuentra la localidad que da nombre al río, Aripuanã. Los principales afluentes en esta parte alta son el río Branco, el Canamã y el Pacutinga.
Atraviesa la frontera con Pará y sigue en dirección sur, atravesando las localidades de Jacaretinga y Sumaúma. En este tramo recibe los ríos Maracaña, Paxiuba, Guariba y el río Roosevelt (760 km), su principal afluente (que, a su vez, tiene como afluentes los ríos Branco, Madeirinha y Machadinho). Sigue un tramo con la cachoeira de Matamatá y la de Periquito y entre ambas, el río es atravesado por la carretera Transamazónica (BR-230), que lo cruza mediante una balsa. Siguen, ya en el curso bajo, las localidades de Prainha Novaá, Miramar, São João y, ya en la desembocadura con el río Madeira, Novo Aripuanã. En este tramo bajo recibe el río das Pombas.

## Navegación
El río Aripuanã es navegable en su curso bajo, un tramo de unos 212 km entre la boca y la localidad de Palmeirinha. En época de crecidas, puede llegarse hasta la localidad de Matá-Matá, a unos 300 km de la boca. El calado es de 0,5 m y el tipo de embarcaciones ribereñas. El principal puerto del río está en su boca, Novo Aripuanã. En el tramo bajo baña las localidades de Boa Frente, Severino, Lago do Flexal, Baía Nova, Boca do Tucunaré, Boca do Juma, Genipapo, Pedral, y Arauazinho.

## Naturaleza
En el año 2007 se ha descubierto en la región del río Aripuaná una nueva especie de pecarí, el pecarí gigante (Pecari maximus). Es el más grande de los pecarís, alcanzando los 130 cm de largo y un peso de 40 kg. En el año 2008 se describió una nueva especie de tapir, el tapir enano (Tapirus pygmaeus).